# Cômio
Cômio foi um importante rei da nação belga dos atrébates que reinou primeiro na Gália e finalmente na Britânia durante o século I a.C.

## Aliado de César
Quando o general Caio Júlio César conquistou a parte dos atrébates que residia na Gália (57 a.C.), como relata na sua obra, Comentários sobre a Guerra Gálica, nomeou Cômio como rei da tribo. Antes que Júlio César realizasse a segunda invasão da Britânia, enviou a Cômio para que tentasse convencer as tribos britanas de não se oporem. Contudo, quando desembarcou na ilha foi arrestado. Quando os britanos fracassaram na sua tentativa de impedir o desembarque de Júlio César, Cômio aceitou dirigir as negociações. Cômio foi capaz de reunir um pequeno contingente de cavalaria entre a sua tribo, o qual ajudou Júlio César a derrotar o segundo ataque britano. Novamente derrotados, os britanos optaram por negociar a sua rendição, e Cômio aceitou levar as negociações com o líder da resistência, Cassivelauno. Cômio permaneceu fiel a Júlio César durante a rebelião gala de 54 a.C. e, como recompensa, o general permitiu-lhe continuar reinando sem interferência de Roma, estar isento de pagar impostos e outorgou ademais os territórios arrebatados aos mórinos.
Contudo, segundo escreve Aulo Hírcio no último livro (Livro VIII) de De Bello Gallico, escrito após a morte de Júlio César, a lealdade de Cômio não durou até o final. Enquanto César passava o Inverno de 53 a.C. na Gália Cisalpina, o seu legado Tito Labieno descobriu que Cômio estivera conspirando contra Roma com outras tribos galas. Labieno enviou o tribuno Caio Voluseno e alguns centuriões para se reunirem com Cômio numa aparente inocente reunião. Quando Cômio chegou, os romanos atacaram-no e quase o mataram, embora conseguiu escapar com uma grave ferida na cabeça e clamando que nunca voltaria a aliar-se com os romanos.

## Inimigo de Júlio César
Em 52 a.C. os atrébates uniram-se à revolta dos gauleses dirigida por Vercingetórix. Cômio foi um dos líderes que estiveram junto ao líder gaulês no cerco de Alésia. Após a derrota de Vercingetórix, Cômio fugiu e uniu-se à revolta dos belóvacos, conseguindo para a sua causa o apoio de 500 germanos. Contudo, César venceu novamente e Cômio viu-se obrigado a buscar refúgio entre os seus aliados germanos.
Em 51 a.C. Cômio regressou à sua pátria com um pequeno bando de guerreiros como escolta e preparou-se para iniciar uma campanha de agitação entre os que ainda tinham forças para se resistir a Júlio César. No Inverno desse ano, chegou à região Marco Antônio, um dos legados do exército de Júlio César, que ordenou a Voluseno atacar as forças de Cômio, algo com o que Voluseno mostrou-se muito comprazido. Na batalha que seguiu, Cômio foi derrotado, mas feriu gravemente ao seu velho inimigo Voluseno. Cômio conseguiu escapar novamente e negociou uma paz através de intermediários. Ofereceu reféns e prometeu que no que lhe ficasse de vida não voltaria a opor-se a Júlio César, embora pediu não ter de voltar  a encontrar-se nunca com um romano. Antônio aceitou a sua petição.
O escrito de Sexto Júlio Frontino, Strategemata, que data do Século I relata como Cômio fugiu para a Britânia acompanhado de um grupo de seguidores enquanto Júlio César o perseguia. Quando Cômio tentou cruzar o Canal da Mancha houve uma grande tormenta. Contudo, Cômio preferiu continuar avançando a ser apanhado por Júlio César, o qual ao ver a determinação do seu rival, optou por dar viravolta e regressar para a Gália.
Este relato sugere que a trégua que assinou Cômio com Antônio não se manteve e retomaram-se as hostilidades. Contudo, John Creighton sugere que Cômio foi enviado à Grã-Bretanha em virtude da sua trégua com Antônio. A anedota de Frontino pode ser uma fuga antes da assinatura da trégua ou simplesmente de um rumor que Frontino ouviu durante o seu governo da província da Britânia. (75—78). Creighton sustém que de fato Cômio foi designado por César como um rei aliado na Britânia, e que a sua reputação foi restaurada, que culpou de traição a Labieno (que desertou do bando de César durante a guerra civil contra Cneu Pompeu Magno).
O nome de Cômio aparece nas moedas cunhadas na Britânia durante o período posterior às invasões de César. A numismática revela que Cômio estava aparentado com Garmanos e Carsícios. Isto sugere que Cômio seguiu ostentado poder na Gália durante a sua ausência, governando seguramente através de regentes. Garmanos e Carsícios são provavelmente filhos de Cômio, que decidiram incluir o nome de seu pai nas moedas emitidas durante o seu reinado.

## Reinado na Britânia
Por volta de 30 a.C., Cômio estabelecera-se como rei dos atrébates na Britânia, segundo revelam as moedas emitidas desde a sua capital de Caleva Atrébato (Silchester). É provável que Cômio e os seus seguidores fundassem este reino, embora, de fato, quando César foi incapaz de trazer a sua cavalaria para a Britânia, Cômio reuniu para ele um destacamento de cavalaria dentre a suas pessoas, assim é provável que já houvesse atrébates na ilha por essa época. Existem moedas que levam o seu nome até o aproximadamente o ano de 20 a.C., e baseado na sua inscrição: "COM COMMIOS", que significaria "Cômio filho de Cômio", sugestiona que Cômio pôde reinar junto ao seu filho até a sua morte.
Três reis posteriores, Tincômaro, Epilo e Verica, incluem também nas suas moedas a sua condição de descendentes de Cômio. A partir de 25 a.C., aparentemente Cômio governou junto a Tincômaro. Após a sua morte, Tincômaro aparece como monarca da região do norte de Caleva, enquanto Epilo governa a parte sul desde Noviômago dos Reginos (Chichester). À morte de Tincômaro, aproximadamente em 7, Epilo tornou-se governante único, e à sua morte sucedeu-o Verica (15). O reinado de Verica terminou pouco antes da invasão de Cláudio de 43, que o usou como pretexto para atacar a ilha.

## Legado
Cômio é uma das personagens que aparecem no filme francês de 2001, Vercinxétorix.